# Джулиана
Джулиа̀на (на италиански и на сицилиански Giuliana) е село и община в Южна Италия, провинция Палермо, автономен регион и остров Сицилия. Разположено е на 710 m надморска височина. Населението на общината е 2087 души (към 2010 г.).